# Харт, Брет
Брет Сёржент Харт (англ. Bret Sergeant Hart, род. 2 июля 1957, Калгари, Альберта) — бывший канадо-американский рестлер и борец, писатель и актёр.
Член династии Хартов и рестлер во втором поколении, он занимался борьбой в школе и колледже. В начале 1990-х годов он изменил представление о североамериканском рестлинге, выдвинув на первый план техничные выступления на ринге. Харт широко считается одним из величайших рестлеров всех времен. Sky Sports отметил, что его наследие — «одно из величайших, если не самое великое, что когда-либо было на ринге». На протяжении большей части своей карьеры Харт использовал прозвище «Хи́тмен» (англ. The Hitman, с англ. — «Наёмный убийца»).
Харт пришёл в промоушен своего отца Стю Харта Stampede Wrestling в 1976 году в качестве рефери и дебютировал на ринге в 1978 году. В 1980-х и 1990-х годах он добился чемпионского успеха в World Wrestling Federation (WWF, ныне WWE), где возглавлял группировку «Основание Хартов». После скандальной «Монреальской подставы» в ноябре 1997 года он перешел в World Championship Wrestling (WCW), где оставался до октября 2000 года. Не участвуя в соревнованиях на ринге с января 2000 года из-за сотрясения мозга, полученного в декабре 1999 года, Харт официально закончил карьеру в октябре 2000 года, вскоре после своего ухода из компании. Он вернулся к эпизодическим выступлениям на ринге с 2010 по 2011 год в WWE, где он выиграл свой последний титул, стал хедлайнером SummerSlam 2010 года и занимал должность генерального менеджера Raw. На протяжении своей карьеры Харт был хедлайнером WrestleMania IX, X и XII, а также участвовал в главных событиях Starrcade 1997 и 1999 годов — в первом случае в качестве специального энфорсера и рефери. Харт был включён в Зал славы Wrestling Observer Newsletter после его основания в 1996 году, будучи ещё действующим рестлером.
Харт был чемпионом в пяти десятилетиях с 1970-х по 2010-е годы, всего за карьеру он завоевал 32 чемпионских титула, из них 17 — в WWF/WWE и WCW. Среди прочих достижений — пятикратный чемпион WWF и двукратный чемпион мира WCW в тяжёлом весе. Харт имеет наибольшее количество дней в качестве чемпиона WWF в 1990-х годах (654) и был первым чемпионом мира WCW в тяжёлом весе, родившимся за пределами США. Харт также является победителем матча «Королевская битва» 1994 года (вместе с Лексом Люгером) и единственным двукратным «Королем ринга», выигравшим турниры 1991 года и 1993 года. Стив Остин, с которым Харт выступал в качестве хедлайнера на нескольких шоу в рамках известного соперничества в 1996—1997 годах, ввёл его в Зал славы WWE в 2006 году. В 2019 году Харт стал одним из семи человек, дважды вошедших в Зал славы WWE, когда он был снова введён в него в качестве члена «Основания Хартов» вместе с шурином Джимом Нейдхартом. В 2025 года матч Харта против Стива Остина на WrestleMania 13 внесен в Зал славы WWE как «Бессмертный момент».
Вне рестлинга Харт снимался в многочисленных фильмах и телевизионных шоу, таких как «Симпсоны» (эпизод The Old Man and the Lisa), а также участвовал в нескольких документальных фильмах, как о себе, так и о своей семье или индустрии рестлинга в целом. Харт также помог основать и дал своё прозвище юниорской хоккейной команде «Калгари Хитмен», написал две биографии, а также вёл еженедельную колонку для газеты Calgary Sun в течение более десяти лет. После окончания карьеры Харт посвятил большую часть своего времени благотворительной деятельности, связанной с восстановлением после инсульта и информированием о раке, благодаря личному опыту борьбы с этими двумя заболеваниями.

## Ранняя жизнь
Брет — восьмой ребёнок рестлера Стю Харта и его жены Хелен, родился в Калгари, Альберта, Канада. Он имеет греческое происхождение через бабушку по материнской линии и ирландское через деда по материнской линии. Его отец был имеет корни ольстерских шотландцев, но также имел шотландские и английские корни. Харт имеет двойное гражданство Канады и США, поскольку его мать родилась в Нью-Йорке. Харт заявил, что считает себя североамериканцем и в равной степени гордится своим гражданством США и Канады. Его дедом по материнской линии был бегун на длинные дистанции Гарри Смит.
Харт рос в семье, где было одиннадцать братьев и сестер: семь братьев — Смит, Брюс, Кит, Уэйн, Дин, Росс и Оуэн, а также четыре сестры — Элли, Джорджия, Элисон и Диана. В детстве он был наиболее близок со своим старшим братом Дином, который был самым близким к нему по возрасту из всех старших братьев, будучи старше на три года. Вместе они часто ссорились с двумя старшими сестрами Брета: Элли, которая была на два года старше, и Джорджией, которая была на год старше. Семья Харта была неконфессиональной христианской, но он и все его братья и сестры были крещены местным католическим священником.
Харт провел большую часть своего детства в особняке семьи Харт, который принадлежал его отцу. В один из периодов его отец держал под зданием медведя, известного как Ужасный Тед, прикованного цепью. У медведя были удалены все зубы, и Харт, будучи совсем маленьким ребёнком, иногда позволял медведю слизывать мороженое с его пальцев ног, так как считал, что это хороший способ содержать их в чистоте.
Его знакомство с рестлингом произошло в раннем возрасте. В детстве он видел, как его отец тренировал будущих рестлеров (таких как Суперзвезда Билли Грэм) в «Подземелье» — подвале его дома, который служил тренировочным залом. До школы отец Харта, который также был промоутером рестлинга, заставлял его раздавать флаеры на местные рестлинг-шоу. В документальном фильме 1998 года Hitman Hart: Wrestling with Shadows Харт размышлял о дисциплине своего отца, описывая, как Стю произносил грубые слова, проводя мучительные болевые приемы, от которых у Брета лопнули сосуды в глазах. Харт утверждал, что в остальном у его отца было приятное поведение.
Первая работа Харта в рестлинге заключалась в вытаскивании счастливых номеров из металлической коробки во время антракта на шоу Stampede Wrestling, когда ему было четыре года. Когда он немного подрос, то стал продавать программки на шоу, чем занимались все семь братьев Харта. Он часто конкурировал за покупателей со своим младшим братом Россом, так как фанаты часто хотели купить товар у младшего из детей Хартов.

## Карьера в борьбе
Как и его отец, Харт был отличным борцом с раннего возраста, начав тренироваться в девятилетнем возрасте. Харт заявил, что присоединился к команде борцов «только потому, что мой отец ожидал от меня этого… никто меня не просил». Он завоевал значительные победы на турнирах по всей Альберте, включая городской чемпионат 1974 года в Калгари. На пути к чемпионству он одержал победу над соперником Бобом Эклундом, который впоследствии стал национальным чемпионом Канады по межвузовскому спорту и получил звание «Выдающийся борец года 1980—1981». Харт описывает момент, когда он показал медаль своему отцу, как поменявший их отношения. Харт считает эти медали одной из своих самых ценных вещей.
К 1977 году Харт стал чемпионом колледжа Mount Royal College, где он изучал кинематографию; его тренеры и окружающие считали, что он показал достаточно перспектив для участия в Играх Содружества 1978, и рекомендовали ему начать подготовку к соревнованиям. Харт, однако, начал находить любительскую борьбу не очень привлекательной из-за травм и сгона веса. Стю по-прежнему считал, что его сын способен попасть на Олимпийские игры или Игры Содружества, если приложит усилия. Харт выразил мнение, что даже если бы он стал исключительно успешным борцом, это не привело бы к последующей карьере, которая его интересовала, заявив, что, по его мнению, если бы он выбрал олимпийский путь, то стал бы тренером по борьбе или учителем физкультуры в средней школе. Харт чувствовал, что единственный способ бросить борьбу, не разочаровав своего отца, — стать рестлером. Его оценки в колледже стали хуже, поскольку интерес к кинематографу ослабел; он посвятил себя рестлингу и начал тренироваться в промоушене Stampede Wrestling, принадлежавшем отцу. Харт говорил о том, как его любительское прошлое помогло ему в карьере рестлера, а также о том, какое положительное влияние борьба оказывает на мальчиков младшего и среднего школьного возраста в плане укрепления уверенности в себе.

## Карьера в рестлинге

### Stampede Wrestling (1976—1984)
В 1976 году Харт начал работать в промоушене Stampede Wrestling в Калгари, принадлежащем его отцу. Сначала Харт начал помогать промоушену, судя матчи. В 1978 году на соревнованиях в Саскатуне, Саскачеван, один из рестлеров не смог провести свой матч, и Стю попросил сына заменить его. Вскоре он стал постоянным участником матчей, в итоге в паре с братом Китом четыре раза выиграл титулы интерконтинентальных командных чемпионов Stampede Wrestling.
Наиболее яркий опыт Харт получил в боях с японскими рестлерами и тренерами Мистером Хито и Мистером Сакурадой. Харт также проводил эффектные матчи против Динамит Кида. Занимаясь рестлингом вместе со своей семьёй, Харт старался не заниматься кумовством. Харт добросовестно выполнял то, что от него требовалось, гордясь правдоподобностью своих выступлений. Как он сам говорил: «Никто не может так принять тумак, как Брет Харт». Несмотря на то, что он боялся участвовать в интервью и выступать перед публикой, Харт завоевал главные титулы промоушена. Харт также боролся с Маской Тигра в New Japan Pro-Wrestling (NJPW) — промоушене, за который он часто выступал в начале-середине 1980-х годов. Он оставался одним из самых успешных бойцов Stampede Wrestling до тех пор, пока промоушен вместе с несколькими рестлерами не был приобретен World Wrestling Federation (WWF) в августе 1984 года.

### World Wrestling Federation

#### Основание Хартов (1984—1991)

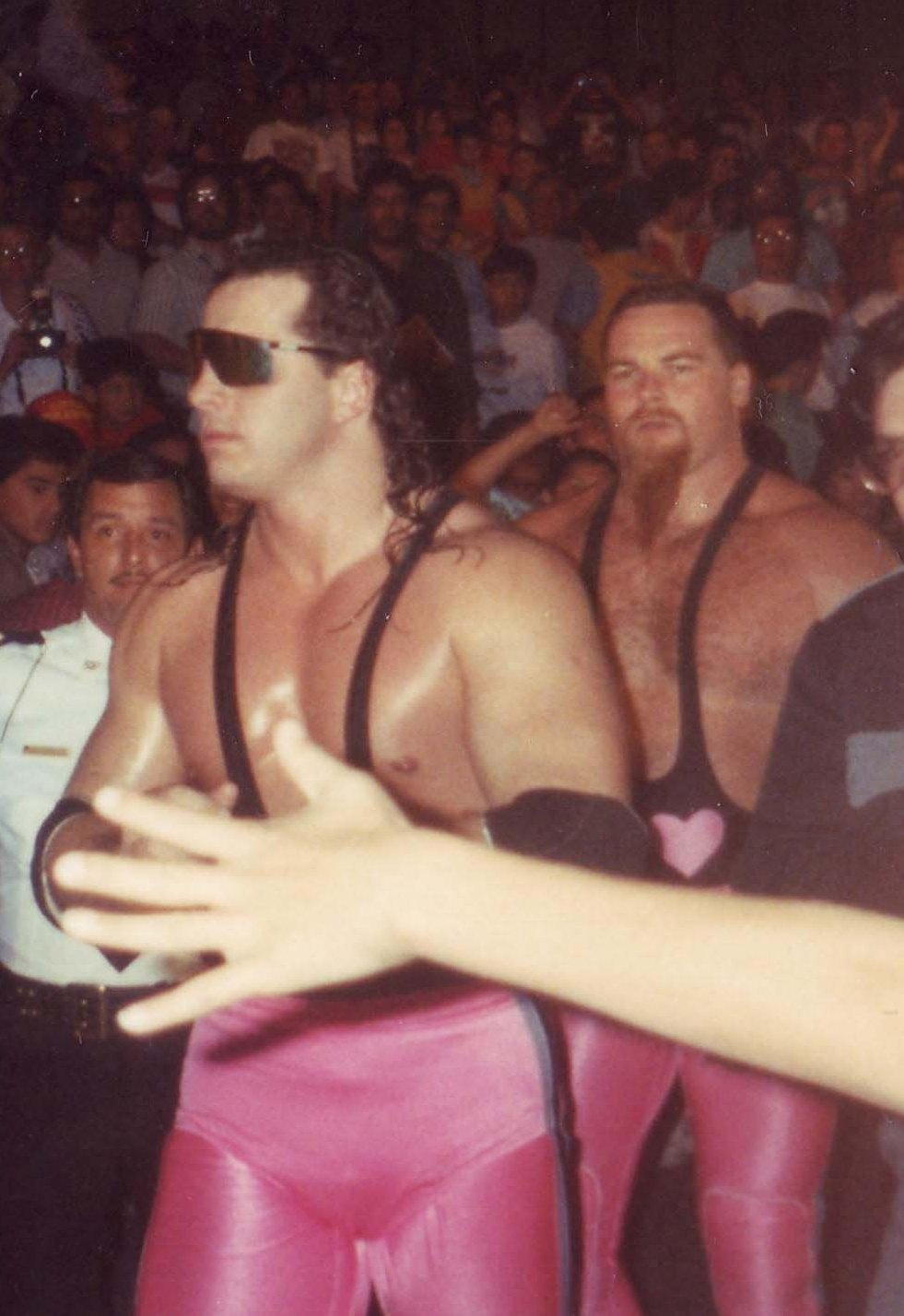
Харт (слева) с Джимом Нейдхартом — «Основание Хартов»

Харту предложили начать карьеру в WWF в качестве одиночного рестлера с ковбойским образом, но он отказался, заявив, что там, откуда он родом, «если ты называешь себя ковбоем, то лучше им быть». Он дебютировал в WWF 29 августа 1984 года в командном матче, в котором он объединился с Динамит Кидом. 11 сентября в Покипси, Нью-Йорк, Харт победил Альдо Марино в своем дебютном одиночном матче на телевидении, который транслировался 29 сентября в эпизоде Superstars of Wrestling. В 1985 году, получив прозвище «Хитмен», он попросился в группировку Джимми Харта, «Основание Хартов», в которую входил его шурин Джим Нейдхарт. Название группировки было выбрано из-за схожих фамилий обоих членов команды и их менеджера. Ловкий, техничный стиль Брета — из-за которого он получил прозвище «Совершенство исполнения» (придуманное Гориллой Монсуном) — создавало контраст с силой и бойцовскими навыками его партнера Нейдхарта. В это время Харт начал носить свои фирменные солнцезащитные очки, первоначально для того, чтобы скрыть нервозность во время выступлений. Харт считает, что его работа с микрофоном была слабым местом на протяжении всей его ранней карьеры.
В 1986 году Харт начал свою первую одиночную программу с Рики Стимботом, и в одиночном матче, первоначально запланированном на WrestleMania 2, он проиграл Стимботу в «Бостон-гарден» 8 марта 1986 года, матч был включен на DVD Харта 2005 года как один из его любимых матчей всех времен. На WrestleMania 2 Харт вместо этого принял участие в королевской битве 20 человек, которую в итоге выиграл Андре Гигант. Он снова проиграл Стимботу в эпизоде Prime Time Wrestling от 28 июля 1986 года. Харт стал хедлайнером своей первой телевизионной записи WWF, победив Рэя Ружо из команды «Сказочные братья Ружо» в главном событии эпизода Prime Time Wrestling от 3 ноября 1986 года.

«Основание Хартов» выиграли свой первый из двух титулов командных чемпионов WWF 7 февраля 1987 года в эпизоде Superstars of Wrestling, победив «Британских бульдогов». Затем они объединились с Дэнни Дэвисом, чтобы сразиться с «Британскими бульдогами» и Тито Сантаной на WrestleMania III. Они выиграли матч, когда Дэвис удержал Дейви Боя Смита, ударив его мегафоном Джимми Харта.

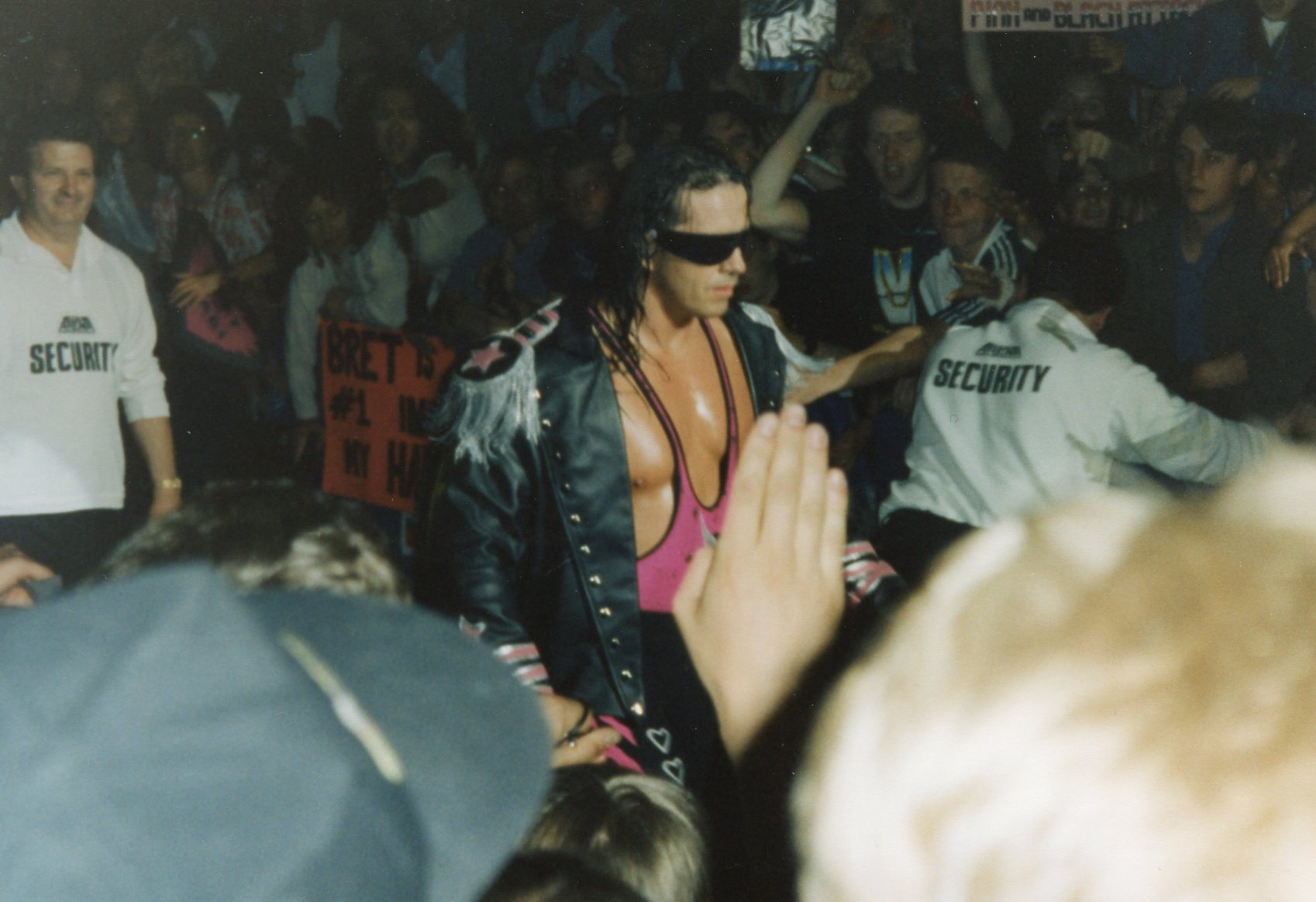
Для выходов Харт часто надевал кожаную куртку с погонами, солнцезащитные очки (первоначально серебряные, позже розовые) и ярко-розовое одеяние

«Основание Хартов» приняли прозвище «Розово-черная атака», которое Харт продолжал использовать и после расформирования команды. Это было связано с одеждой команды, а также с фирменными зеркальными солнцезащитными очками Харта, которые он регулярно раздавал молодым зрителям перед матчами, после того как в 1988 году он стал фейсом. По мере развития карьеры Харта в WWF он все чаще называл себя «Лучшим из всех, кто есть, лучшим из всех, кто был, и лучшим из всех, кто когда-либо будет» (цитата из фильма 1984 года «Самородок»), что позже он обосновал тремя утверждениями: он никогда не травмировал соперника по своей вине; за всю свою карьеру он пропустил только одно шоу (из-за трудностей с перелетом); и что он лишь однажды отказался проиграть матч — свой последний матч WWF с давним противником Шоном Майклзом на Survivor Series в 1997 году, кульминацией которого стал «Монреальская подстава».

«Основание Хартов» проиграли титулы командных чемпионов WWF «Ударной силе» в эпизоде Superstars of Wrestling от 27 октября. Впоследствии 28 ноября 1987 года Харт участвовал в своем самом громком одиночном поединке на тот день в эпизоде Saturday Night’s Main Event XIII, когда он встретился с Рэнди Сэвиджем, проиграв ему. Он начал 1988 год с решающей победы над Полом Ромой из команды «Молодые жеребцы» 11 января в эпизоде Prime Time Wrestling, а на Royal Rumble в январе 1988 года стал первым человеком, который вышел на матч «Королевская битва». Он продержался 25 минут и 42 секунды, после чего был выброшен Доном Мурако.

## Личная жизнь
Являлся основателем и совладельцем хоккейной команды «Калгари Хитмен». Которая использует в названии, его прозвище на ринге.
24 июня 2002 года Брет Харт перенес инсульт после удара головой после падения с велосипеда. Харт попал в выбоину, пролетел над рулем велосипеда и приземлился на затылок. У Харта был полный паралич левой стороны тела, что потребовало месяцев физической терапии. С тех пор Брет восстановил большую часть подвижности и находится в добром здравии, хотя он страдает эмоциональным дисбалансом и другими долгосрочными последствиями, характерными для переживших инсульт. Харт написал подробно о инсульте в своей автобиографии, «Хитмен: Моя настоящая жизнь в мультяшном мире рестлинга».
1 февраля 2016 года Харт объявил через пост в Facebook, что ему поставили диагноз — рак предстательной железы. 2 марта 2016 года Джим Росс заявил, что Харт излечил болезнь после успешной операции и что рак, похоже, не распространился на другие части его организма. Харт ответил на комментарии Джима Росса через Facebook, сказав, что, хотя операция прошла успешно, только через три месяца наблюдений он сможет быть уверен, что излечился от заболевания.

## В рестлинге
- Завершающие приёмы
  - Sharpshooter[40]
  - Spike piledriver[41]
- Коронные приёмы
  - Belly To Belly Suplex
  - Belly To Back Suplex
  - Bridging German Suplex
  - Running crossbody
  - Russian legsweep
  - Bulldog[42], иногда со второго каната
  - Crucifix
  - Dropkick
  - Clothesline, иногда со второго каната
  - Diving Pointed Elbow
  - ДДТ[41][42]
  - Scoop Slam
  - Slingshot Plancha
  - Vertical Suplex
  - Suicide Dive
  - Superplex
  - Swinging Neckbreaker
  - Pendolum Backbreaker
  - Reverse Atomic Drop
  - Ringpost Figure Four Leg Lock
- Менеджеры
  - Джимми Харт[43][44]
- Музыкальные темы
  - «Eris» от Tony Williams (NJPW; 1980—1984)
  - «Hart Beat» от Jimmy Hart and J.J. Maguire (WWF; 1988—1994)
  - «Hart Attack» от Jim Johnston, Jimmy Hart, and J.J Maguire (WWF; 1994—1997)
  - «Hitman in the House» (WCW; 1997—1999)
  - «Hitman Theme» от Keith Scott (WCW; 1999—2000)
  - «Rockhouse» от Jimmy Hart and H. Helm (WCW; как часть nWo 2000; 1999—2000)
  - «Return of the Hitman» от Jim Johnston (WWE; 2010)

## Титулы и достижения
- Pro Wrestling Illustrated
  - Матч года против Британского Бульдога (матч за титул интерконтинентального чемпиона WWE на SummerSlam) (1992)
  - Вражда года против Джерри «Короля» Лоулера (1993)
  - Самый вдохновляющий рестлер года (1994)
  - Вражда года против Оуэна Харта (1994)
  - Матч года против Шона Майклза (матч «Железный человек» за титул чемпиона WWF на «Рестлмании XII») (1996)
  - Возвращение года (1997)
  - Самый ненавистный рестлер года (1997)
  - Матч года против Стива Остина (Матч болевых на «Рестлмании 13») (1997)
  - Награда Стэнли Вестона (2003)
  - PWI ставит его под № 1 в списке 500 лучших рестлеров 1993 года
  - PWI ставит его под № 1 в списке 500 лучших рестлеров 1994 года
  - PWI ставит его под № 4 в списке 500 лучших рестлеров за всю историю в 2003 году
  - PWI ставит его команду с Джимом Нейдхартом «Основание Хартов» под № 37 в списке 500 лучших команд за всю историю в 2003 году
- World Wrestling Federation/Entertainment
  - Чемпион WWF (5 раз)
  - Интерконтинентальный чемпион WWF (2 раза)
  - Командный чемпион мира — с Джимом Нейдхартом (2 раза)
  - Чемпион Соединённых Штатов WWE
  - Победитель «Королевской битвы» — с Лексом Люгером (1994)
  - Король ринга (1991, 1993)
  - Суперзвезда года WWF (1993)
  - Второй Чемпион Тройной Короны
  - Зал cлавы WWE:
    - 2006 — индивидуально
    - 2019 — как член «Основания Хартов»
    - 2025 — «Бессметрный момент» пр. Стива Остина на WrestleMania 13
- World Championship Wrestling
  - Чемпион мира WCW в тяжёлом весе (2 раза)
  - Чемпион Соединённых Штатов в тяжёлом весе (4 раза)
  - Командный чемпион мира WCW — с Голдбергом
- Wrestling Observer Newsletter
  - Вражда года против Джерри «Короля» Лоулера (1993)
  - Вражда года с Оуэном Хартом, Джимом Нейдхартом, Британским Бульдогом и Брайаном Пиллманом против Стива Остина (1997)
  - Матч года против Стива Остина (Матч болевых на WrestleMania 13) (1997)
  - 5-звёздочный матч против Оуэна Харта (Матч в клетке на SummerSlam, 29 августа 1994 года)
  - 5-звёздочный матч против Стива Остина (Матч болевых на WrestleMania 13, 23 марта 1997 года)
  - Член Зала cлавы WON, введён в 1996 году
- Stampede Wrestling
  - Чемпион Северной Америки в тяжёлом весе (6 раз)
  - Интернациональный командный чемпион — с Китом Хартом (4 раза) и Лео Бурком (1 раз)
  - Чемпион Британского Содружества в среднем весе (3 раза)
- World Wrestling Council
  - Карибский командный чемпион — с Китом Хартом

## Фильмография
- Симпсоны — The Old Man and the Lisa (в роли самого себя)